# منتخب تركيا لكرة الماء
منتخب تركيا الوطني لكرة الماء هو المنتخب الذي يمثل تركيا في منافسات كرة الماء للرجال، ويقوم إتحاد تركيا للسباحة بإدارة شؤونه.